# Severinia mistshenkoi
Severinia mistshenkoi är en bönsyrseart som beskrevs av Aare Lindt 1954. Severinia mistshenkoi ingår i släktet Severinia och familjen Mantidae. Inga underarter finns listade i Catalogue of Life.